# Ignacio Russo
Ignacio Russo Cordero (Rosario, 13 dicembre 2000) è un calciatore argentino, attaccante del Tigre in prestito dal Rosario Central.

## Biografia
È figlio dell'ex calciatore dell'Estudiantes (LP) Miguel Ángel Russo.

## Carriera
Russo è cresciuto nel settore giovanile del Rosario Central, con cui ha debuttato il 5 dicembre 2020 nell'incontro di Copa Diego Armando Maradona pareggiato 1-1 contro il Banfield. Ha segnato il suo primo gol il 15 agosto 2021 in Primera División contro l'Independiente.
Nel gennaio del 2022 è passato in prestito al Chacarita Juniors con cui ha realizzato 9 gol in 33 presenze in Primera B Nacional. La stagione successiva è passato con la stessa formula al Patronato, sempre nella seconda divisione argentina. Rientrato al Rosario, il 2 gennaio 2024 è stato ceduto in prestito per la terza volta, questa volta in Primera División all'Instituto (C).

## Statistiche

### Presenze e reti nei club
Statistiche aggiornate al 20 luglio 2025.
| Stagione               | Squadra                | Campionato             | Campionato | Campionato | Coppe nazionali | Coppe nazionali | Coppe nazionali | Coppe continentali | Coppe continentali | Coppe continentali | Altre coppe | Altre coppe | Altre coppe | Totale | Totale | Totale |
| Stagione               | Squadra                | Comp                   | Pres       | Reti       | Comp            | Pres            | Reti            | Comp               | Pres               | Reti               | Comp        | Pres        | Reti        | Pres   | Reti   |        |
| ---------------------- | ---------------------- | ---------------------- | ---------- | ---------- | --------------- | --------------- | --------------- | ------------------ | ------------------ | ------------------ | ----------- | ----------- | ----------- | ------ | ------ | ------ |
| 2020                   | Rosario Central        | PD                     | -          | -          | CA+CM           | 1+3             | 0               | -                  | -                  | -                  | -           | -           | -           | 4      | 0      |        |
| 2021                   | Rosario Central        | PD                     | 3          | 1          | CdL             | 0+1             | 0               | CS                 | 0                  | 0                  | -           | -           | -           | 4      | 1      |        |
| Totale Rosario Central | Totale Rosario Central | Totale Rosario Central | 3          | 1          |                 | 5               | 0               |                    | 0                  | 0                  |             | -           | -           | 8      | 1      |        |
| 2022                   | Chacarita Juniors      | PBN                    | 33         | 9          | CA              | 0               | 0               | -                  | -                  | -                  | -           | -           | -           | 33     | 9      |        |
| 2023                   | Patronato              | PBN                    | 33         | 7          | CA              | 2               | 2               | CL+CS              | 4+1                | 0                  | SA          | 1           | 0           | 41     | 9      |        |
| 2024                   | Instituto (C)          | PD                     | 25         | 5          | CA+CdL          | 1+13            | 0+1             | -                  | -                  | -                  | -           | -           | -           | 39     | 6      |        |
| 2025                   | Tigre                  | PD                     | 19         | 6          | CA              | 2               | 1               | -                  | -                  | -                  | -           | -           | -           | 21     | 7      |        |
| Totale carriera        | Totale carriera        | Totale carriera        | 113        | 28         |                 | 23              | 4               |                    | 5                  | 0                  |             | 1           | 0           | 142    | 32     |        |